# Jungle Boek 2
Jungle Boek 2 (originele titel The Jungle Book 2) is een Amerikaanse animatiefilm uit 2003, geproduceerd door Walt Disney Pictures. Het vormt qua verhaallijn een vervolg op de film Jungle Boek uit 1967. 
Het is een van de weinige vervolgfilms van Walt Disney Pictures die ook in de bioscoop is uitgebracht; de meeste van deze vervolgfilms zijn verschenen als direct-naar-video.
De film is niet gebaseerd op Rudyard Kiplings verhaal Het tweede jungleboek, hoewel wel enkele personages uit dit boek in de film voorkomen.

## Verhaal
Mowgli woont inmiddels samen met Shanti – het meisje dat hij aan het einde van de vorige film ontmoette – in het mensendorp. Hij staat onder de voogdij van het stamhoofd en diens vrouw Messua. Hij gaat veel om met Ranjan, het zoontje van het stamhoofd en Messua. Mowgli is door de bank genomen gelukkig, al mist hij zijn vroegere leven in de jungle van tijd tot tijd. Mowgli krijgt op een dag het idee om de andere kinderen uit het dorp mee te nemen voor een rondleiding door de jungle. Hij wordt hierop gestraft door het stamhoofd, aangezien hij het dorp zonder toestemming heeft verlaten en de andere kinderen in gevaar heeft gebracht.
Op zijn beurt mist Baloe Mowgli. Wanneer Baloe Mowgli op een dag opzoekt in het mensendorp, ontstaat er paniek. Mowgli en Baloe ontvluchten samen het dorp. Shanti weet niet dat Baloe en Mowgli oude vrienden zijn, ze denkt dat Mowgli door een wilde beer gevangen is. Samen met Ranjan gaat ze de jungle in om Mowgli te vinden en te redden.
In de jungle wordt Shanti bijna het slachtoffer van de slang Kaa, maar Ranjan kan haar op tijd redden. Ondertussen ontdekt Bagheera ook Mowgli’s verdwijning uit het mensendorp en probeert hem terug te vinden. Mowgli's vroegere vijand, de tijger Shere Khan, is nog altijd uit op wraak vanwege zijn eerdere nederlaag. Shere Khan heeft gezien dat Mowgli het mensendorp verliet en gaat naar hem op zoek in de jungle.
Baloe en Mowgli besluiten vanwege Mowgli's terugkeer samen een feestje te vieren in de oude tempel van koning Louie, die hier zelf niet meer woont. Mowgli loopt kwaad uit de tempel weg als hij door de apen wordt bespot. Mowgli en Shanti vinden elkaar vervolgens ook terug.  Baloe probeert Shanti eerst nog af te schrikken. Als Shanti ontdekt dat dit een vooropgezet plan was van Mowgli, is ze woedend op hem. Samen met Ranjan gaat ze ervandoor. 
Dan vindt ook Shere Khan Mowgli en hij achtervolgt hem een oude tempel in. Baloe laat Ranjan achter bij Bagheera en gaat samen met Shanti ook naar de tempel. Shere Khan achtervolgt de twee kinderen dwars door de tempel heen. Hij wordt lang genoeg afgeleid door Baloe, zodat de kinderen kunnen ontkomen. Shere Kan komt uiteindelijk vast te zitten in een oud standbeeld dat precies boven op hem valt, net boven een lavazee die door de tempel stroomt.  
Mowgli, Shanti en Ranjan keren terug naar het dorp. De dorpsbewoners verzoenen zich met Mowgli als ze inzien dat diens leven onlosmakelijk met de jungle is verbonden. Mowgli wordt weer als volwaardig lid van hun gemeenschap opgenomen. Wel zal hij Baloe en Bagheera geregeld blijven opzoeken.

## Rolverdeling
- Mowgli - Haley Joel Osment
- Baloe - John Goodman
- Bagheera - Bob Joles
- Shanti - Mae Whitman
- Shere Khan - Tony Jay
- Kaa en Kolonel Hathi - Jim Cummings
- Hathi jr. -  Jimmy Bennett
- Buzzie, Flaps, Dizzie, & Ziggy - Jim Cummings, Jeff Bennett, Baron Davis en Jess Harnell
- Flunkey - Jim Cummings
- Lucky - Phil Collins
- Ranjan - Connor Funk
- Ranjans vader - John Rhys-Davies
- Messua - Veena Bidash

## Nederlandse stemmen
- Fabian L'Honoré Naber - Mowgli
- Peter Blok - Baloe
- Kees Coolen - Bagheera
- Kirsten Fennis - Shanti
- Jules Croiset - Shere Khan
- Arnold Gelderman - Kaa
- Wim van Rooij - Kolonel Hathi
- Bart Fennis - Hathi Jr.
- Filip Bolluyt - Ranjans vader
- Marjolein Algera - Ranjans moeder
- Will van Kralingen - Shanti's moeder
- Veerle Burmeister - Ranjan
- Henk Westbroek - MC
- Jan Nonhof - Mazzel

## Achtergrond

### Productie
- John Goodman nam zijn deel van de dialogen op in New Orleans, en Haley Joel Osment in Californië.
- Vanwege problemen met de rechten omtrent het personage Koning Louie, komt dit personage niet voor in de film. Er wordt enkel even kort over hem gesproken en in het begin wordt er even een schaduwpoppetje van hem getoond, wanneer Mowgli de gebeurtenissen van de eerste film samenvat.
- De film werd aanvankelijk geproduceerd als een direct-naar-video-film, totdat Disney besloot de film toch in de bioscoop uit te brengen.

### Filmmuziek
Voor de film nam de band Smash Mouth een coverversie op van het lied I Wanna Be Like You, dat oorspronkelijk was gecomponeerd door de Sherman Brothers voor de eerste film.

### Reacties
De film werd met gemengde reacties ontvangen. Velen waren van mening dat een direct-naar-video-uitgave beter zou zijn geweest. Op Rotten Tomatoes scoort de film 19% aan positieve beoordelingen.
De film bracht wereldwijd $135.703.599 op.

## Prijzen en nominaties
In 2004 won Jungle Boek 2 een Annie Award voor Outstanding Storyboarding in an Animated Feature Production. De film werd ook voor vier andere Annie Awards genomineerd.
De film ontving eveneens nominaties voor een Young Artist Award, Golden Reel Award, World Soundtrack Award en Blimp Award.